# Ortodoncija
Ortodoncija je klinička specijalistička grana stomatologije koje se bavi rastom, razvojem i održavanjem dentofacijalnog kompleksa, te proučavanjem razvojnih poremećaja i svih čimbenika koji mogu uzrokovati malokluzije. 
Područje uključuje dijagnostiku, preventivu, interceptivu te liječenje svih oblika malokluzija zuba i pratećih alteracija susjednih tkiva. 
Bavi se i dizajnom, aplikacijom i kontrolom funkcijskih i korektivnih naprava. 
Kontrola razvoja denticije ima za cilj održavanje optimalne okluzijske relacije sukladno sa psihološkom i estetskom harmonijom ostalih kraniofacijalnih struktura.

## Edukacija
Iako se u edukaciji doktora stomatologije dosta naglašava i nastava iz ortodoncije, kurativnim (lat., liječenjem) dijelom ortodoncije se prvenstveno bave specijalisti ortodonti.

## Doktori dentalne medicine (u Hrvatskoj)
Doktori stomatologije se tijekom edukacije na studiju stomatologije educiraju u manjoj mjeri i o ortodonciji i to (prema nastavnom programu Stomatološkog fakulteta u Zagrebu) tijekom pet semestara, od kojih:
- VIII. semestar (pretklinička ortodoncija)
- IX. semestar (ortodontska dijagnostika)
- X., XI. i XII. semestar (klinička ortodoncija)

Znanje ortodoncije se grubo može podijeliti na:
- Rast i razvoj kraniofacijalnih struktura
- Poremećaji kraniofacijalnog rasta (anomalije – izgled, uzroci, karakteristike)
- Dijagnostički postupci
- Prevencija i interceptivna ortodoncija
- Biomehanika
- Terapija (ortodontske naprave)
  - Mobilne naprave
  - Fiksne naprave

## Specijalisti ortodonti (u Hrvatskoj)
Specijalizacija iz ortodoncije može započeti nakon položenog propisanog stručnog ispita za doktore stomatologije nakon diplome i jednogodišnjeg staža. 
Specijalizacija iz ortodoncije traje tri godine tijekom kojih specijalizanti moraju položiti šest propisanih kolokvija:
- Rast i razvoj glave
- Rast i razvoj denticije
- Ortodontska dijagnostika
- Biomehanika
- Mobilne ortodontske naprave
- Fiksne ortodontske naprave

Nakon uspješno položenih kolokvija i uspješno završene terapije propisanog broja pacijenata, specijalizanti ortodoncije polažu specijalistički ispit pred tročlanom komisijom od dva ortodonta i jednog specijalista dječje stomatologije.
Nakon završene specijalizacije, svaki specijalist ortodont ima znanje potrebno za liječenje svih oblika i intenziteta ortodontskih anomalija. 
U Hrvatskoj se edukacija budućih specijalista ortodonata obavlja samo na Kliničkom zavodu za ortodonciju (Klinika za stomatologiju KBC-a ZAGREB).

## Ortodontske ordinacije
Specijalisti ortodonti rade u ordinacijama prilagođenima za ortodonciju. Terapija može biti i interdisciplinarna i to:
- Ortodontsko-kirurška
  - Ispravljanje skeletnih anomalija
  - Ortodontsko izvlačenje impaktiranih zubi

- Ortodontsko-protetska
  - Priprema zubi za nošenje proteza
  - Priprema zubi za postavljanje implantata

Ortodonti se u radu često služe zubotehničkim laboratorijom.
U Hrvatskoj, ortodontske ordinacije rade u sklopu državnih zdravstvenih institucija, privatnih poliklinika koje imaju ugovor s državnim zdravstvenim osiguranjem (HZZO) ili kao u potpunosti privatne institucije.

## Udruživanje ortodonata u Hrvatskoj i svijetu

### Hrvatska
- Hrvatsko ortodontsko društvo
- Hrvatsko društvo ortodonata Hrvatskog liječničkog zbora (HDO HLZ)

### Svijet
- EOS European Orthodontic Society
- FEO Foederatio Europea Orthodontica
- EFOSA European Federation of Orthodontic Specialists Associations  Arhivirana inačica izvorne stranice od 2. rujna 2006. (Wayback Machine)
- WFO World Federation of Orthodontists
- American Board of Orthodontics  Arhivirana inačica izvorne stranice od 6. svibnja 2021. (Wayback Machine)